# Demonetisierung

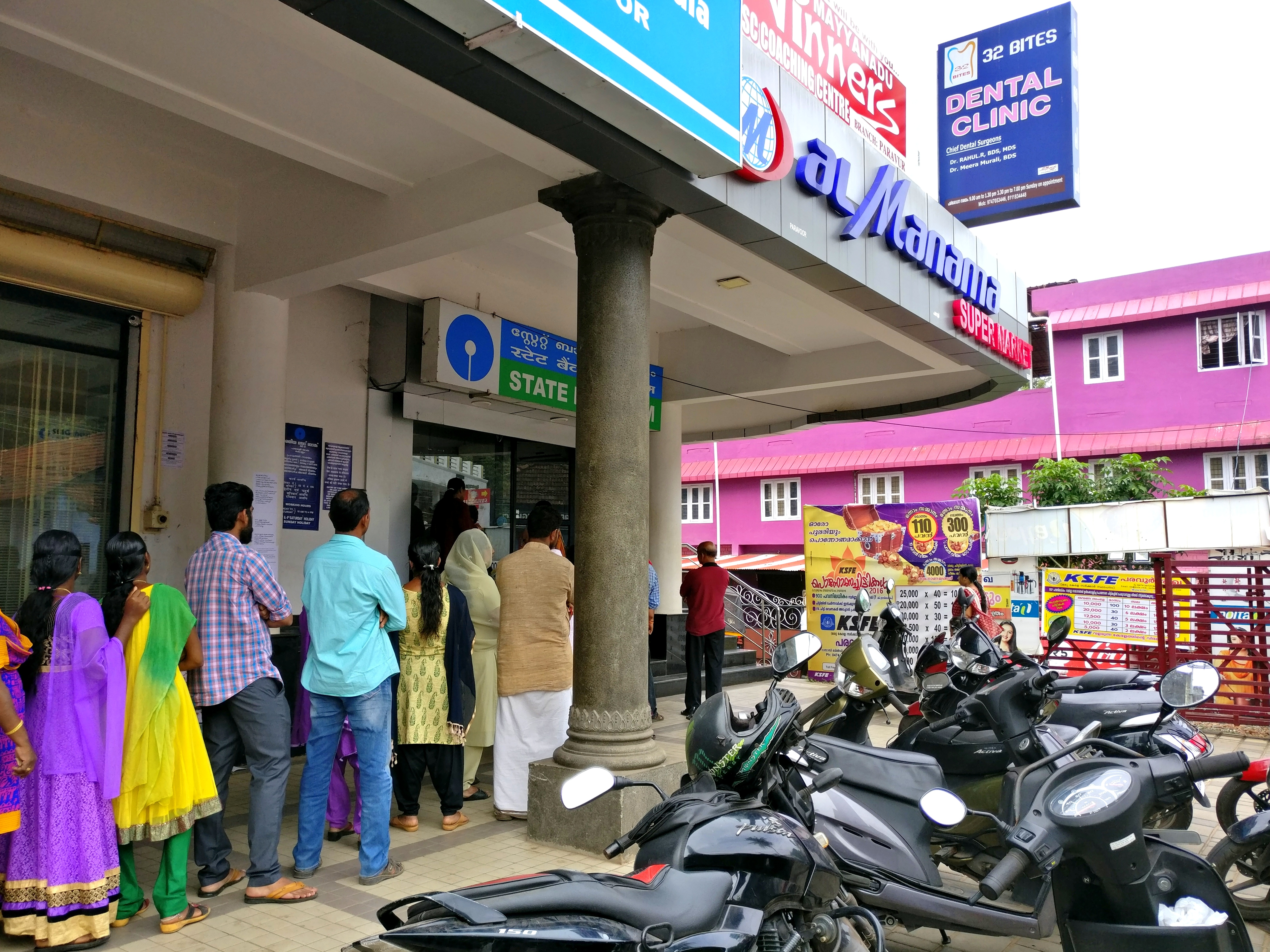
Warteschlange am 19. November 2016 vor einer Bank in Paravur (Kerala), nachdem die indische Zentralbank die 500- und 1000-Rupien-Banknoten als Zahlungsmittel für ungültig erklärt hatte.

Durch den staatlichen Hoheitsakt der Demonetisierung (von lateinisch de- als Präfix „ent-, weg von“ und lateinisch monetae, „Münzen, Geld“) verlieren Banknoten und Münzen ihre Eigenschaft als gesetzliches Zahlungsmittel.

## Allgemeines
Die Demonetisierung gehört zur Währungspolitik und ist die Gegenmaßnahme zur Banknoten- und Münzausgabe. Eine Demonetisierung ist ein zeitaufwendiger und kostenträchtiger Rechtsakt, der selten vorkommt. Sie ist unumgänglich, wenn eine neue Währung eingeführt wird. So wurde durch die Währungsreform am 20. Juni 1948 in Westdeutschland die Reichsmark abgeschafft (demonetisiert) und durch die Deutsche Mark als alleiniges gesetzliches Zahlungsmittel ersetzt, die Reichsmark wurde sofort ungültig. Die Einführung des Euro verlief dagegen anders, denn Art. 5 und Art. 9 Verordnung (EG) Nr. 974/98 über die Einführung des Euro vom 9. Mai 1998 sahen vor, dass während eines Übergangszeitraumes (zwischen Januar 1999 und Dezember 2001) die nationalen Währungen der EU-Mitgliedstaaten weiterhin als gesetzliches Zahlungsmittel erhalten blieben. Zum 1. Januar 2002 trat der Euro an die Stelle der nationalen Währungen, deren Demonetisierung erst zu diesem Zeitpunkt eintrat.

## Arten
Die Demonetisierung kann eine ganze Währung mit sämtlichen Denominationen (alle Banknoten und Münzen), einige Geldsorten oder lediglich einzelne Stückelungen betreffen.
Zuständig für die Demonetisierung von Banknoten ist in Deutschland aufgrund Art. 10 Satz 1 der Euro-Einführungsverordnung 974/1998 und Art. 88 Satz 1 GG die Deutsche Bundesbank. Nach § 14 Abs. 2 BBankG kann sie Banknoten zur Einziehung aufrufen; nach Ablauf der Umtauschfrist werden die betroffenen Banknoten ungültig und sind damit denominiert. Auch einzelne Geldsorten können demonetisiert werden. Die Außerkurssetzung von Münzen wird gemäß § 9 Abs. 1 MünzG von der Bundesregierung wahrgenommen, die Einlösungsfrist muss mindestens sechs Monate betragen. 
Auch beschädigte Geldzeichen unterliegen einer Demonetisierung. Als Abgrenzungskriterium zwischen einer bloßen Beschädigung, wodurch die Geldfunktion erhalten bleibt, und einer zur Ungültigkeit führenden Vernichtung, hat sich ein Substanzerhaltungsgrad von 50 % herausgebildet.  Die Bundesbank hat nach § 14 Abs. 3 BBankG für beschädigte Banknoten Ersatz zu leisten, wenn der Inhaber Teile vorlegt, die insgesamt größer sind als die Hälfte oder den Nachweis führt, das der Rest der Note, von der er die Hälfte oder einen geringeren Teil vorlegt, vernichtet ist. Eine Münze gilt als denominiert, wenn sie durchlöchert, verfälscht oder anders als durch den gewöhnlichen Umlauf verändert ist (§ 3 Abs. 3 MünzG).

## Edelmetalle
Auch eine „Entwährung“ von Gold oder Silber als Währungsmetall wird Demonetisierung genannt: Das bisherige Währungsmetall darf nicht mehr als solches verwendet werden. Werden also Gold- oder Silbermünzen als offizielles Zahlungsmittel durch Kurantmünzen abgelöst, so wird durch den Übergang von der Gold- oder Silbermünze zur Kurantmünze das Edelmetall demonetisiert. Das geschah beispielsweise im Februar 1873 in den USA, als die Regierung keine Silberdollars mehr prägte, um dadurch die Deflation zu beseitigen. Dagegen ist die Abkehr vom Goldstandard bei Banknoten keine Demonetisierung des Goldes, weil lediglich die Gelddeckung geändert wird. Auch die Verkäufe von Gold aus den Währungsreserven der Zentralbanken stellen keine Demonetisierung dar.

## Abgrenzung
Verrufung ist das Außerkurssetzen im Umlauf befindlicher Münzen, Monetarisierung die Zumessung eines Geldwerts zu Vermögensgegenständen, Tätigkeiten oder Situationen. 